# Oktober 2018
Dit artikel geeft een chronologisch overzicht van de belangrijkste gebeurtenissen per dag in de maand oktober van het jaar 2018.

## Gebeurtenissen

### 6 oktober
- D66-politicus Alexander Pechtold kondigt op het partijcongres in 's-Hertogenbosch aan op te stappen als partijleider en als lid van de Tweede Kamer.[1]
- De Amerikaanse Senaat benoemt Brett Kavanaugh tot rechter bij het Hooggerechtshof van de Verenigde Staten.[2]

### 19 oktober
- In de Indiase stad Amritsar rijdt een trein tijdens de viering van de Dashera in op een groep festivalgangers. Er vallen ca. 60 doden.

### 20 oktober
- Een meerderheid in het Macedonische parlement gaat akkoord met de naamswijziging van het land in Republiek Noord-Macedonië.[3]
- De ruimtesonde BepiColombo wordt gelanceerd vanaf de Europese ruimtebasis Kourou in Frans-Guyana. BepiColombo gaat onderzoek doen naar de planeet Mercurius.[4]

### 27 oktober
- In een synagoge in de Amerikaanse stad Pittsburgh schiet een antisemitisme man elf gebedsgangers dood.

### 28 oktober
- Jair Bolsonaro, leider van de PSL, wint de Braziliaanse presidentsverkiezingen.

### 29 oktober
- Vlucht 610 van de Indonesische maatschappij Lion Air, uitgevoerd met een Boeing 737 MAX 8, stort in de Javazee. Geen van de 181 passagiers en 8 bemanningsleden die zich aan boord bevinden, overleeft het ongeluk.

## Overleden
← · januari · februari · maart · april · mei · juni · juli · augustus · september · oktober · november · december ·  →